# Massaya TV
Massaya TV (араб. قناة مسايا الفضائية‎) — частный спутниковый сирийский телеканал, базирующийся в Дамаске и в Дубае. Телеканал специализируется на освещении различных мероприятий, концертов и свадеб в Сирии и в других странах арабского мира. Massaya ТВ также предлагает интервью со специалистами в сферах наведения красоты и макияжа, а также со специалистами в сфере художественной культуры.
Логотип телеканала

## Программы
Некоторые программы:
- Свадьбы (الافراح والاعراس)
- Сирийские новости культуры (أخبار فن من سوريا)
- Рождественские концерты и мероприятия (حفلات اعياد الميلاد والمناسبات)